# Neoconis unicornis
Neoconis unicornis is een insect uit de familie van de dwerggaasvliegen (Coniopterygidae), die tot de orde netvleugeligen (Neuroptera) behoort. 
De wetenschappelijke naam Neoconis unicornis is voor het eerst geldig gepubliceerd door Meinander in 1990.